# Le Premiatissime
Le Premiatissime è un EP del 1984 di Orietta Berti realizzato in merito alla sua partecipazione al primo storico varietà della neonata rete Canale 5 Premiatissima, un'edizione che vedeva in gara cantanti donne quali Marcella Bella, Fiorella Mannoia, Iva Zanicchi, Patty Pravo, Dori Ghezzi, Gabriella Ferri, Celeste e Orietta Berti. 

## Brani
- Pensami di Julio Iglesias
- La notte è fatta per amare di Neil Sedaka
- Come prima di Tony Dallara
- Io che amo solo te di Sergio Endrigo
- Se stasera sono qui di Luigi Tenco
- Nessuno al mondo di Caterina Valente

La cantante si qualifica per la finale e si classifica al terzo posto con Io che amo solo te di Sergio Endrigo.